# سارسا-کاپییا
سارسا-کاپییا (به اسپانیایی: Zarza-Capilla) یک شهرستان در اسپانیا است که در استان باداخس واقع شده‌است.